# María Álvarez
María Álvarez (ur. 10 października 1989) – kolumbijska pływaczka. Álvarez przepłynęła 200 m stylem dowolnym na Mistrzostwach Świata w Pływaniu 2019.